# Liste der Monuments historiques in Bermont
Die Liste der Monuments historiques in Bermont führt die Monuments historiques in der französischen Gemeinde Bermont auf.

## Liste der Bauwerke
| Bezeichnung       | Beschreibung              | Standort | Kennzeichnung | Schutzstatus | Datum | Bild           |
| ----------------- | ------------------------- | -------- | ------------- | ------------ | ----- | -------------- |
| Kirche St-Laurent | Erbaut im 13. Jahrhundert | (Lage)   | PA90000002    | Inscrit      | 1997  | weitere Bilder |

## Liste der Objekte
| Bezeichnung | Beschreibung          | Standort                        | Kennzeichnung | Schutzstatus | Datum | Bild |
| ----------- | --------------------- | ------------------------------- | ------------- | ------------ | ----- | ---- |
| Glocke      | Bronze, 1778 gegossen | in der Kirche St-Laurent (Lage) | PM90000094    | Classé       | 1991  |      |